# Mușetești
Mușetești es una comuna ubicada en el distrito de Gorj, Rumania.

## Superficie
Cuenta con una superficie de 91,89 kilómetros cuadrados.

## Demografía
Hasta 2021 la población era de 1819 habitantes, con una densidad de población de 19,80 habitantes por kilómetro cuadrado.